# Palaeoloxodon recki
Pour les articles homonymes, voir Éléphant (homonymie).
Palaeoloxodon recki
Espèce
Palaeoloxodon recki est une espèce fossile d'éléphant énorme appartenant au genre Palaeoloxodon qui vivait en Afrique il y a entre 3,5 et 1 million d'années.
Bien que des fossiles n'aient été trouvés qu'en Afrique orientale, il est généralement admis qu'il y en avait sur tout le continent. L'éléphant d'Asie appartient au même genre et existe encore.

## Description
Plus grand que son cousin africain Loxodonta, Palaeoloxodon recki mesurait jusqu'à 4,50 mètres au garrot, de 7 à 8 mètres de long et pouvait peser jusqu'à 13 tonnes.

## Taxonomie
Espèces notables de Palaeoloxodon :
- Palaeoloxodon antiquus (Europe, Moyen-Orient, Asie), était un peu plus grand que les Éléphants d'Afrique modernes
- Palaeoloxodon chaniensis (Crête), un éléphant nain
- Palaeoloxodon cypriotes (Chypre), un éléphant nain
- Palaeoloxodon falconeri (Sicile et Malte), un éléphant nain
- Palaeoloxodon mnaidriensis (Sicile), un éléphant nain
- Palaeoloxodon namadicus (Asie)
- Palaeoloxodon  naumanni (Sud du Japon)
- Palaeoloxodon recki (Afrique de l'est), le plus ancien et l'une des plus grandes espèces (a vécu il y a 4 à 0,6 millions d'années)[1].
- Palaeoloxodon lomolinoi